# Oxford University Ice Hockey Club
L'Oxford University Ice Hockey Club est le club de hockey sur glace de l'université d'Oxford.

## Histoire
Alors que l'équipe revendique une histoire remontant à 1885, lors du premier match joué en Europe, contre le Cambridge University Ice Hockey Club, le premier Ice Hockey Varsity Match (en).
L’équipe commence à jouer dans des tournées européennes, à populariser le sport et, de 1909 à 1913 notamment à travers son équipe des Canadiens d'Oxford qui remporte les tournois de Bruxelles et de Chamonix. À partir de 1932, elle dispute la Ligue anglaise dont elle remporte l'édition inaugurale, puis la deuxième édition en 1933.
Parallèlement, Oxford est annuellement invité à participer à la Coupe Spengler de 1923 à 1938.
Oxford intègre la British Universities Ice Hockey Association (en) fondée en 2003.

## Palmarès
- Championnat d'Angleterre
  - Champion : 1932, 1933[3]

- Coupe Spengler
  - Vainqueur : 1923, 1925, 1931 1932